# Matrimonio igualitario en Alaska
El matrimonio igualitario en Alaska es legal desde octubre de 2014 tras el fallo de la Corte de Distrito de los Estados Unidos para el Distrito de Alaska que declaró a las prohibiciones estatutarias y constitucionales del estado contra el matrimonio entre personas del mismo como violaciones a las cláusulas de debido proceso e protección igualitaria de la Constitución de los Estados Unidos.

## Historia legal

### Legislación
Después la decisión de la Corte Suprema con respecto al matrimonio igualitario en 1993, Norm Rokeberg presentó en marzo de 1995 un proyecto de ley ante la Cámara de Representantes de Alaska para añadir un texto que restringiera matrimonio a «la unión entre un hombre y una mujer» dentro de los estatutos estatales. El proyecto fue aprobado por la Cámara en febrero de 1996. En marzo de ese mismo año, la senadora Lynda Green presentó ante el Senado de Alaska, una propuesta para prohibir el reconocimiento de matrimonios igualitarios celebrados en otros lugares. El proyecto fue aprobado por el Senado y la Cámara poco después. El gobernador Tony Knowles no vetó la ley, pero permitió que entrara en vigor sin su firma el 6 de mayo de 1996.
En febrero de 2016, se presentó ante la Legislatura de Alaska un proyecto de ley para codificar el matrimonio igualitario en los estatutos estatales. La propuesta sustituía todas las referencias a «esposo y esposa» por el término neutro en cuanto al género, «cónyuges». El representante Andy Josephson señaló que la decisión de la Corte Suprema de los Estados Unidos en el caso Obergefell contra Hodges, que legalizó el matrimonio igualitario a nivel nacional, «no se reflejaba en las leyes estatales». El proyecto no fue sometido a votación.

### Constitución
En 1998, la Legislatura de Alaska aprobó la Medida 2 de 1998, una enmienda constitucional que prohibía el matrimonio entre personas del mismo sexo, la cual fue aprobada mediante referéndum popular el 3 de noviembre de 1998. La enmienda fue aprobada con un 68 % de votos a favor y un 32 % en contra. La Unión de Libertades Civiles de Alaska intentó evitar la realización del referéndum, pero la Corte Suprema de Alaska dictaminó que era legalmente válido.
El representante Andy Josephson presentó un proyecto de ley en enero de 2023 para derogar dicha prohibición, que, de aprobarse, se habría presentado a los votantes en noviembre de 2024. Citando la decisión de la Corte Suprema en el caso Dobbs contra Jackson Women's Health Organization, que revocó Roe v. Wade en junio de 2022, Josephson declaró: «la Corte Suprema ha eliminado derechos civiles. Y seríamos insensatos si [...] no interviniéramos para proteger las libertades civiles de nuestros propios ciudadanos». El proyecto no fue aprobado.

### Demandas judiciales

#### CasoBrause contra Alaska
En agosto de 1994, Jay Brause y Gene Dugan, una pareja del mismo sexo de Anchorage, solicitaron una licencia de matrimonio, que fue rechazada por la Oficina de Estadísticas Vitales de Alaska. Presentaron una demanda ante el Tribunal Superior de Alaska argumentando que sus derechos a la privacidad y a la igual protección —ambos reconocidos en la Constitución de Alaska— habían sido violados al negarles el derecho a contraer matrimonio. El juez de la Corte Suprema, Peter Michalski, dictaminó en febrero de 1998 que «el matrimonio [...] es un derecho fundamental». Aunque el fallo reconocía un posible derecho al matrimonio igualitario, no legalizaba dicha práctica ni anulaba la prohibición estatutaria de Alaska.
Tras la aprobación de la Medida 2 en noviembre de 1998, la Corte invalidó las reclamaciones de Brause y Dugan, revocó el fallo en el caso Brause y desestimó la demanda. Brause y Dugan contrajeron matrimonio en Alaska 21 años después, el 19 de septiembre de 2015, luego de que la prohibición estatal del matrimonio igualitario fuera anulada por una corte federal.

#### Schmidt y Schuh contra Alaska
En 2014, la Corte Suprema de Alaska dictaminó que el estado debía otorgar exenciones del impuesto sobre la propiedad a las parejas del mismo sexo de la misma manera que lo hace con las parejas casadas de distinto sexo, además que negar beneficios por fallecimiento a la pareja del mismo sexo de una persona fallecida violaba el derecho del cónyuge a la igual protección ante la ley.

#### Hamby contra Parnell
El 12 de mayo de 2014, cinco parejas del mismo sexo presentaron una demanda ante la Corte de Distrito de los Estados Unidos para el Distrito de Alaska impugnando la prohibición estatal del matrimonio entre personas del mismo sexo. El escrito del estado, presentado el 19 de junio, argumentó que las cuestiones planteadas por los demandantes eran de índole política, no jurídica. Sostenía que, según la Décima Enmienda, «Alaska tiene el derecho, como estado soberano, de definir y regular el matrimonio» y que «los votantes de Alaska tenían el derecho fundamental de decidir si alterar la definición tradicional de matrimonio como la unión entre un hombre y una mujer».
El 12 de octubre de 2014, menos de una semana después de que la Corte Suprema se negara a revisar casos similares, el juez Burgess falló a favor de los demandantes y declaró inconstitucionales las prohibiciones de Alaska sobre el matrimonio igualitario, mediante una orden judicial con efecto inmediato. Ese mismo día, el gobernador Parnell anunció que apelaría la decisión y «defendería nuestra constitución». El director de la Oficina Estatal de Estadísticas Vitales comentó: «La solicitud de licencia inicia el período de espera de tres días antes de que se pueda emitir la licencia. Todos los matrimonios en Alaska deben contar con la licencia antes de que se realice la ceremonia. Esperamos que mañana [13 de octubre] nuestra oficina esté muy ocupada, pero haremos todo lo posible por atender a los clientes lo más rápido posible». En Utqiagvik, la magistrada Mary Treiber eximió del período de espera y casó a Kristine Hilderbrand y Sarah Ellis el 13 de octubre. Fueron la primera pareja del mismo sexo en contraer matrimonio en Alaska. Ese mismo día, otra pareja, Kelly Cahoon y Bernice Oyagak, también contrajo matrimonio en la misma localidad. En Ketchikan, otra pareja, Chad Valadez y Jay Hochberg, recibió una licencia matrimonial el mismo día con la exención del período de espera.

## Demografía y estadísticas matrimoniales
Datos del Censo de Estados Unidos de 2000 indicaron que 1180 parejas del mismo sexo vivían en Alaska. Para 2005, esta cifra había aumentado a 1644 parejas. La mayoría vivía en Anchorage, el borough de Fairbanks North Star y el borough de Matanuska–Susitna, pero las proporciones más altas se registraron en el borough de Denali (0.9%) y el área censal de Bethel (0.8%). Las parejas del mismo sexo eran, en promedio, más jóvenes y más propensas a estar empleadas que sus contrapartes heterosexuales. Sin embargo, sus ingresos eran menores y tenían una probabilidad mucho menor de ser propietarias de una vivienda. Más del 44% de estas parejas criaban hijos menores de 18 años, con una estimación de 1,335 niños viviendo en hogares encabezados por parejas del mismo sexo en 2005.
A finales de 2023, se habían celebrado al menos 716 matrimonios entre personas del mismo sexo en Alaska. El Censo de Estados Unidos de 2020, que preguntó si los residentes vivían con un "esposo/esposa del mismo sexo", mostró que había 1,236 hogares de parejas casadas del mismo sexo (466 parejas masculinas y 770 femeninas), y 788 hogares de parejas no casadas del mismo sexo en Alaska.

## Opinión pública
La encuesta de diciembre de 2016 realizada por Alaska Survey Research para el periódico Anchorage Dispatch News mostró que el 69 % de los adultos en Alaska apoyaban el matrimonio igualitario, mientras que el 23.5 % se oponía y el 7.5 % estaba indeciso. El apoyo fue más alto en el sureste de Alaska con un 76.3 %, y en Anchorage con un 75.8 %. El 85 % de los simpatizantes del Partido Demócrata de Alaska estaban a favor, mientras que el 13 % se oponía; entre los republicanos, el 50 % apoyaba el matrimonio entre personas del mismo sexo y el 41 % se oponía.